# Tricholaba labiatidis
Tricholaba labiatidis är en tvåvingeart som beskrevs av Grover och Madhu Bakhshi 1978. Tricholaba labiatidis ingår i släktet Tricholaba och familjen gallmyggor. Inga underarter finns listade i Catalogue of Life.